# 270556 Kolonica
270556 Kolonica è un asteroide della fascia principale. Scoperto nel 2002, presenta un'orbita caratterizzata da un semiasse maggiore pari a 2,718901 UA e da un'eccentricità di 0,129665, inclinata di 3,272043° rispetto all'eclittica.
Fa parte della famiglia di asteroidi Xizang.
È dedicato a Kolonica, comune della Slovacchia dove si trova l'osservatorio di Kolonica Saddle.